# Monopolo vertical
Se denomina monopolo vertical a un tipo de antena (receptora o transmisora) que es la mitad de un dipolo vertical.
Cuando el monopolo vertical se instala sobre un plano de tierra, según la teoría óptica de antenas, puede ser modelada como un clásico dipolo. El dipolo es por definición una antena simétrica respecto de su punto de alimentación central y por ello la denominación de alimentación balanceada, en cambio en el monopolo y el plano de tierra se configura una alimentación de tipo desbalanceada, siendo el "vivo" conectado al monopolo propiamente, y el "retorno" conectado al plano de tierra.
La antena monopolo fue inventada en 1895 por el pionero de la radio Guglielmo Marconi. Por esta razón a veces se la llama antena Marconi. 

## Ventajas de los monopolos
Su montaje es sencillo sobre superficies planas conductoras. 
Es fácilmente conectado al transmisor o receptor mediante un cable coaxial de tipo desbalanceado, sin perturbar las características de radiación del monopolo. 
Como ejemplo de ambas situaciones podemos señalar que los monopolos para frecuencias VHF y UHF son instalados sobre el techo de unidades móviles, y en Onda Larga y Onda Media (casi siempre monopolos) la superficie terrestre es su plano de tierra por definición, dado que deben erigirse completamente sobre esta debido a sus dimensiones (entre 30 y 500 metros de altura).

## Plano de tierra
Plano de tierra o de masa (este último término menos empleado en antenas) se denomina a una superficie plana, infinita y perfectamente conductora. Al montarse un monopolo (aislando la base) sobre esta superficie teórica se produce un efecto "espejo" creándose un dipolo vertical completo. De manera realista el plano de tierra para ser considerado como tal, debe tener dimensiones muchos mayores a la longitud de onda de la señal a transmitirse o recibirse. Esta característica sobre todo se refiere a la conformación del patrón de radiación. En el caso de señales que se propagan por el modo de corrientes de superficie, la extensión del plano de tierra tiene un significado distinto.

## Comparación con el dipolo
Tenemos la misma configuración que con un dipolo largo, pero radiando solo en la mitad del espacio, por lo que la potencia que radia el monopolo es la mitad que la radiada por el dipolo largo.
```
    

  

    

      

        

          
P

          

            
r

            
a

            
d

          

          

            
m

            
o

            
n

            
o

          

        

        
=

        

          

            

              
P

              

                
r

                
a

                
d

              

              

                
d

                
i

                
p

                
o

                
l

                
o

              

            

            
2

          

        

      

    

    
{\displaystyle P_{rad}^{mono}={\frac {P_{rad}^{dipolo}}{2}}}

  

```

Consecuentemente, la resistencia de radiación del monopolo es la mitad del dipolo largo.
```
    

  

    

      

        

          
R

          

            
r

            
a

            
d

          

          

            
m

            
o

            
n

            
o

          

        

        
=

        

          

            

              
R

              

                
r

                
a

                
d

              

              

                
d

                
i

                
p

                
o

                
l

                
o

              

            

            
2

          

        

      

    

    
{\displaystyle R_{rad}^{mono}={\frac {R_{rad}^{dipolo}}{2}}}

  

```

Y la directividad será el doble.
```
    

  

    

      

        

          
D

          

            
m

            
o

            
n

            
o

          

        

        
=

        
2

        
⋅

        

          
D

          

            
d

            
i

            
p

            
o

            
l

            
o

          

        

      

    

    
{\displaystyle D_{mono}=2\cdot D_{dipolo}}

  

```

## Alimentación
El monopolo se alimenta en la base. La alimentación es asimétrica y habitualmente se alimenta con cable coaxial.

## Polarización
La antena vertical emite en polarización vertical, o sea, el campo eléctrico es perpendicular al plano del suelo.

## Usos tecnológicos del monopolo vertical
- El uso en VHF es principalmente para las aplicaciones de radio móvil en vehículos. En ellas, el cuerpo metálico del vehículo sirve de plano de masa.
- A causa de la popularidad de la VHF móvil en la banda de 2m, la antena más común es el monopolo vertical. Eso explica a su vez que en la banda de 2m la polarización en la clase de emisión F3E (Frecuencia Modulada o FM) sea la polarización vertical.
  - El vehículo utiliza las cuatro llantas como condensador para conducir la HF de regreso a la antena.
- El monopolo vertical es muy usado en las expediciones de radioaficionados, sobre todo desde islas o costas. El diagrama de emisión del monopolo vertical muestra emisiones sumamente rasantes, lo que garantiza que la energía esté concentrada a pocos grados por encima del horizonte, favoreciendo así el alcance máximo por reflexión en la ionosfera; las extensiones de agua salada son espejos ideales para las ondas HF, que les sirven de plano de masa.